# Ernest Wenkert
Ernest Wenkert, (16 octobre 1925 - 20 juin 2014) est un chimiste américain d'origine autrichienne.

## Biographie
Wenkert obtient un BS (1945) et MS (1947) en chimie de l'Université de Washington. En 1951, il obtient un doctorat en chimie organique de l'Université Harvard, où il étudie avec Robert Burns Woodward. À partir de 1951, il est membre du corps professoral de l'Université d'État de l'Iowa et, en 1961, est nommé professeur de chimie "Herman T. Briscoe" à l'Université de l'Indiana. En 1974, il prend le poste de professeur "ED Butcher" de chimie à l'Université Rice, occupant également le poste de directeur du département de chimie. En 1980, il s'installe à l'Université de Californie à San Diego, où il reste jusqu'à sa retraite en 1994.